# Anolis villai
Anolis villai (кукурудзяний аноліс) — вид ігуаноподібних ящірок родини анолісових (Dactyloidae). Ендемік Нікарагуа.

## Поширення і екологія
Аноліси Морасана є ендеміками Великого Кукурудзяного острова в групі Кукурудзяних островів, розташованих біля узбережжя Нікарагуа. Вони живуть у вологих тропічних лісах

## Збереження
МСОП класифікує цей вид як такий, що перебуває на межі зникнення. Anolis villai загрожує знищення природного середовища.